# 32294 Зайонц
32294 Зайонц (32294 Zajonc) — астероїд головного поясу, відкритий 26 серпня 2000 року.
Тіссеранів параметр щодо Юпітера — 3,349.